# باندو تاپ

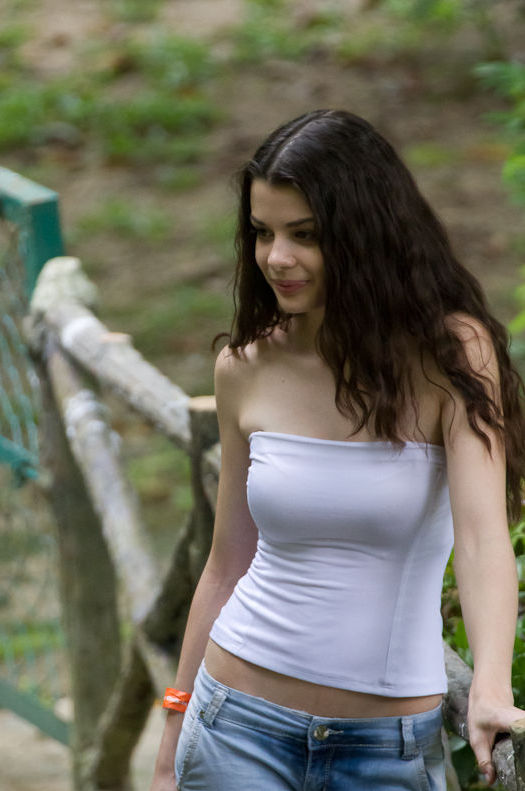
یک زن که باندو تاپ پوشیده‌است

باندو تاپ یا تاپ باندو یا تاپ لوله‌ای (به انگلیسی: Tube top) یا (به انگلیسی بریتانیایی: boob tube) نوعی پوشاک زنانه بدون شانه و بدون آستین است که در اطراف قسمت بالاتنه زنان قرار می‌گیرند. روی سینه‌ها سفت است و معمولاً از نوارهای الاستیک در بالا و پایین آن برای جلوگیری از افتادن آن استفاده می‌شود. پیشگام آن یک لباس ساحلی یا لباس تابستانی غیررسمی بود که توسط دختران جوان در دهه ۱۹۵۰ پوشیده می‌شد و در دهه ۱۹۷۰ محبوب‌تر شد و در دهه ۱۹۹۰ و ۲۰۰۰ مجدداً محبوب شد.
در سال ۲۰۱۲، طراح مد ایرانی-اسرائیلی، الیه طاهری ادعا کرد که پس از ورود به نیویورک در سال 1971، به محبوب سازی این لباس کمک کرده‌است. این لباس‌ها توسط طاهری در یک کارخانه واقع در نیویورک که توسط مورای کلید اداره می‌شد، تولید شد، باندو تاپ از جنس پارچه کشی تولید شده بودند که گزارش شده از طریق یک خطای تولید کارخانه تولید شده‌اند. مورای سالها این محصول را تولید کرد و در نهایت طاهری باندو تاپ را از مورای خرید و بعداً کارخانه خود را برای تولید انبوه آنها برای پاسخگویی به تقاضای گسترده راه اندازی کرد.

## بحث‌های مربوط به لباس پوشیدن

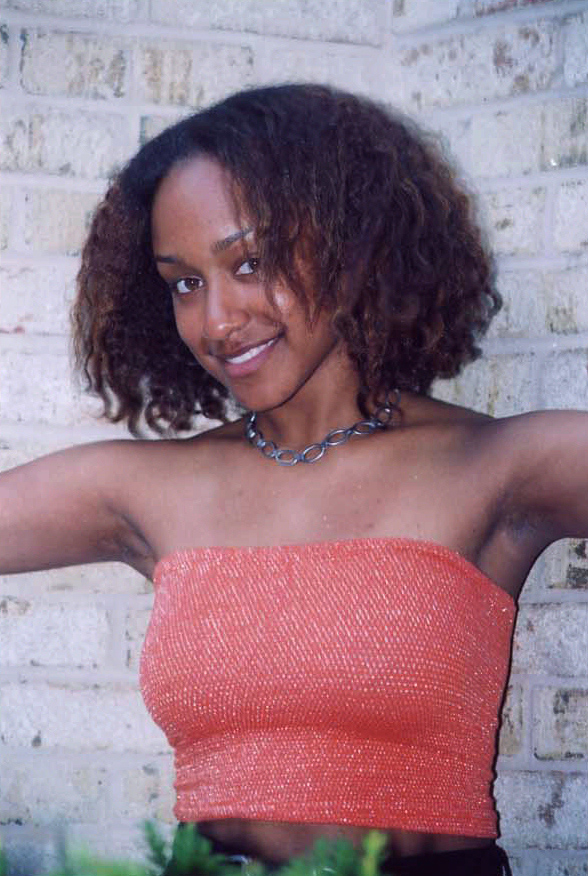
یک زن که تاپ لوله‌ای پوشیده است

در دهه ۲۰۱۰، برخی از مدارس، باندو تاپ را ممنوع کردند (به عنوان مثال، یک کد لباس مدرسه نیوجرسی، باندو تاپ‌ها را به عنوان بیش از حد "حواس پرت کننده" برای پسران کلاس هشتم ممنوع می‌کند"). در سال ۲۰۱۸، مخالفان این نوع ممنوعیت لباس استدلال کردند که این «نوعی از تن‌شرمی» بر زنان هستند و نباید از آن استفاده شود. در یک منطقه مدرسه‌ای در منطقه خلیج سان فرانسیسکو، بر اساس پیگیری سازمان ملی زنان، لباس‌های باندو تاپ (همراه با مینی دامن و سایر موارد قبلاً ممنوع) دوباره مجاز هستند.

## نگارخانه

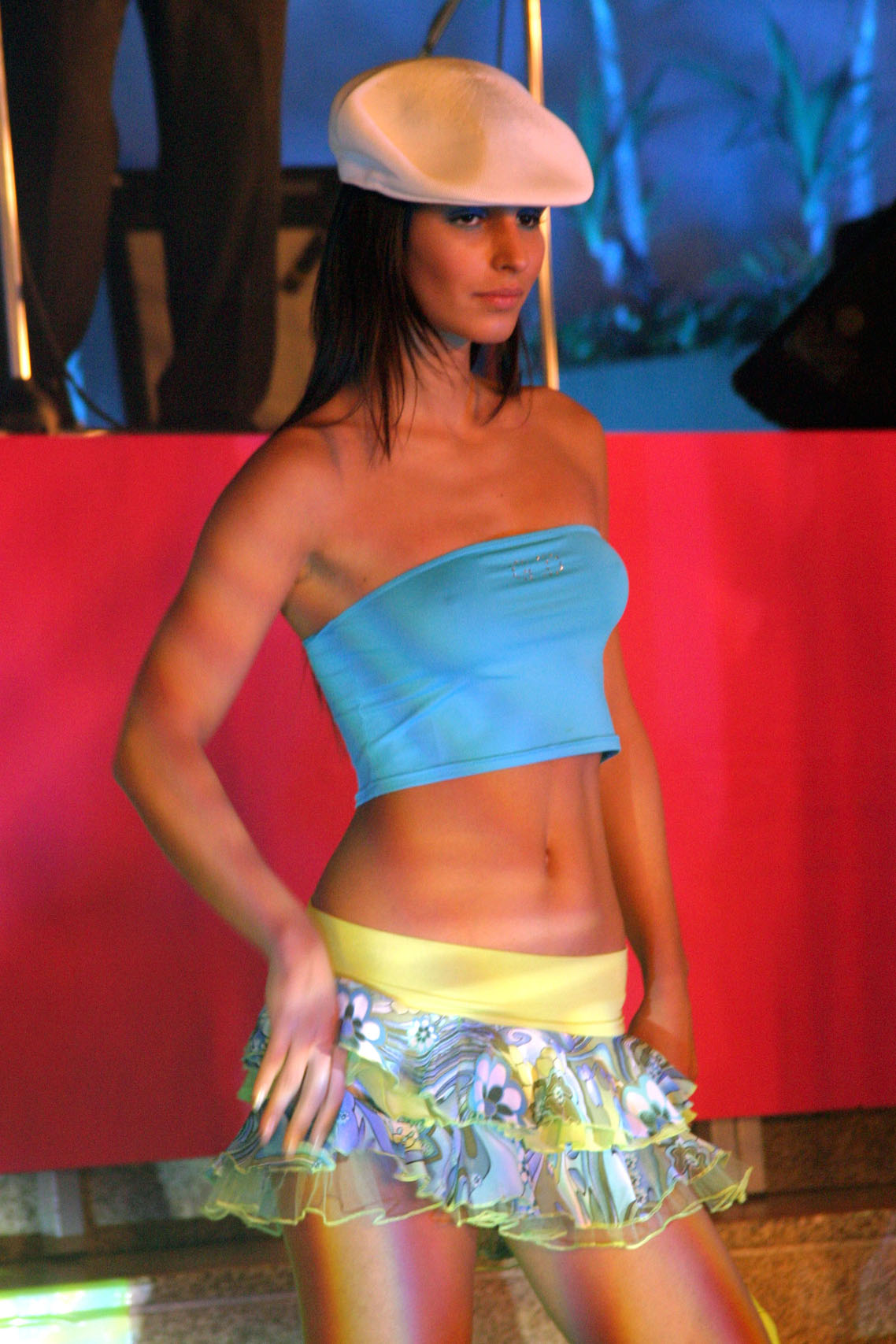
تاپ باندو در فشن
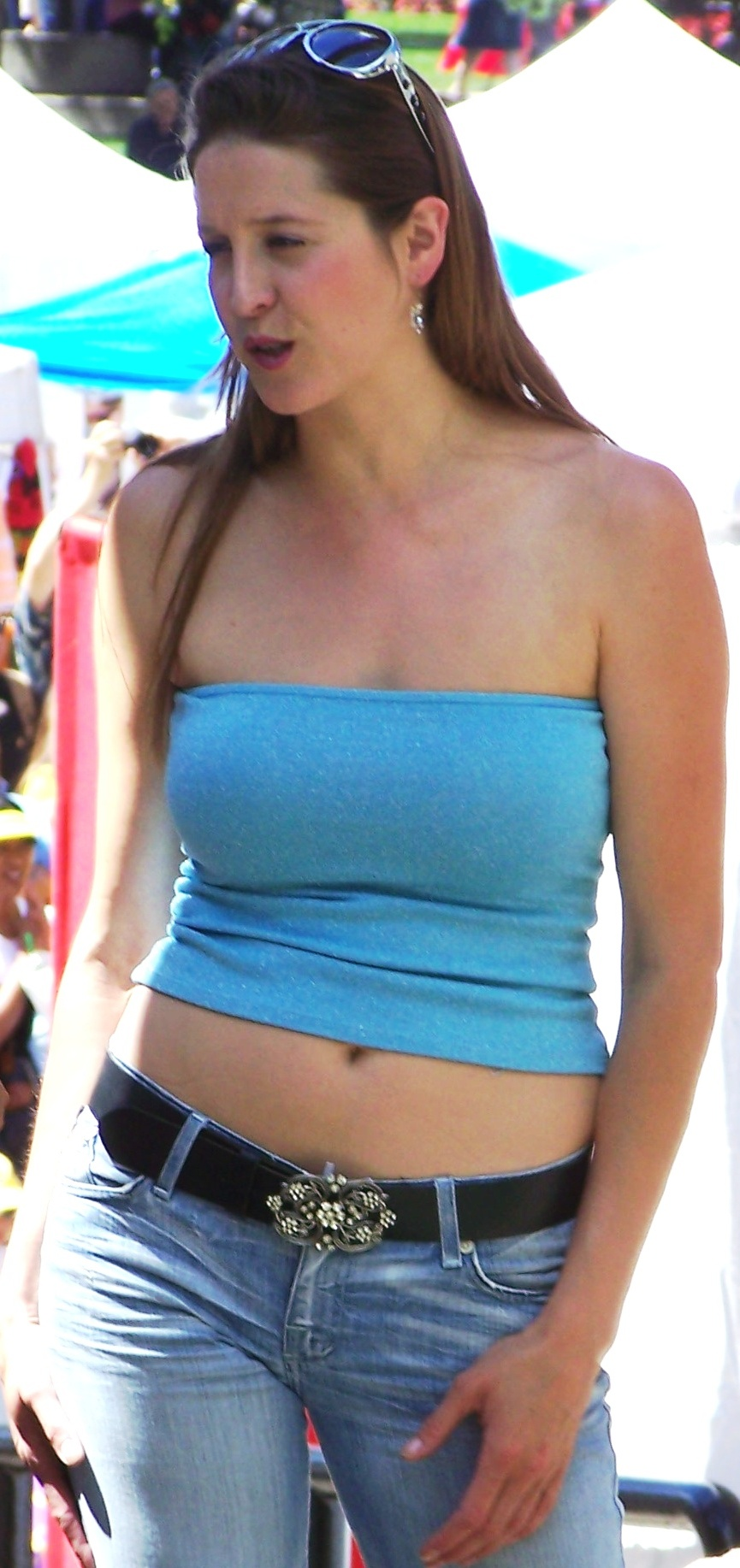
تاپ باندو روزمره
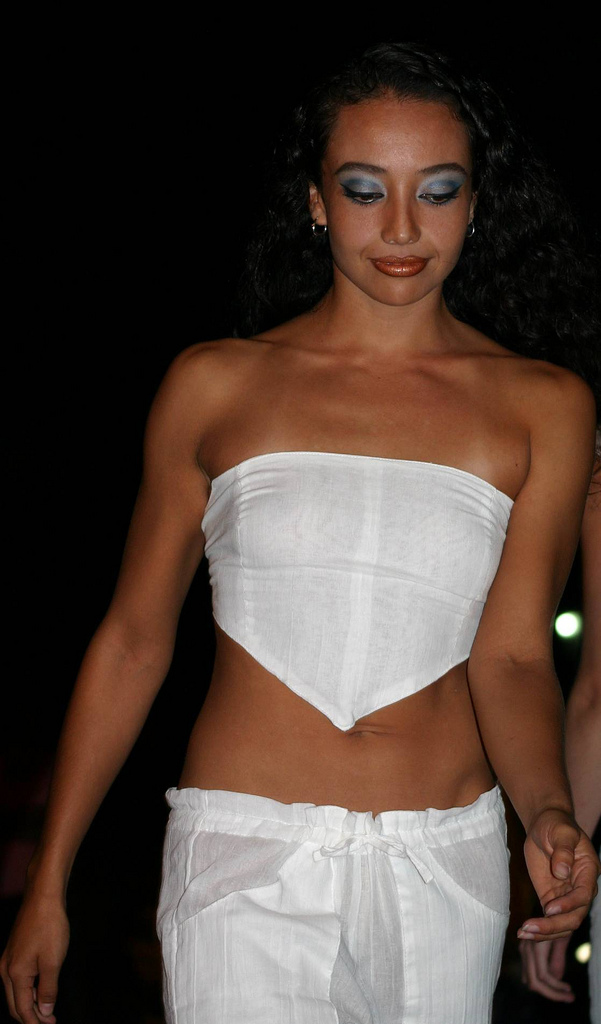
تاپ باندو با طرح فانتزی
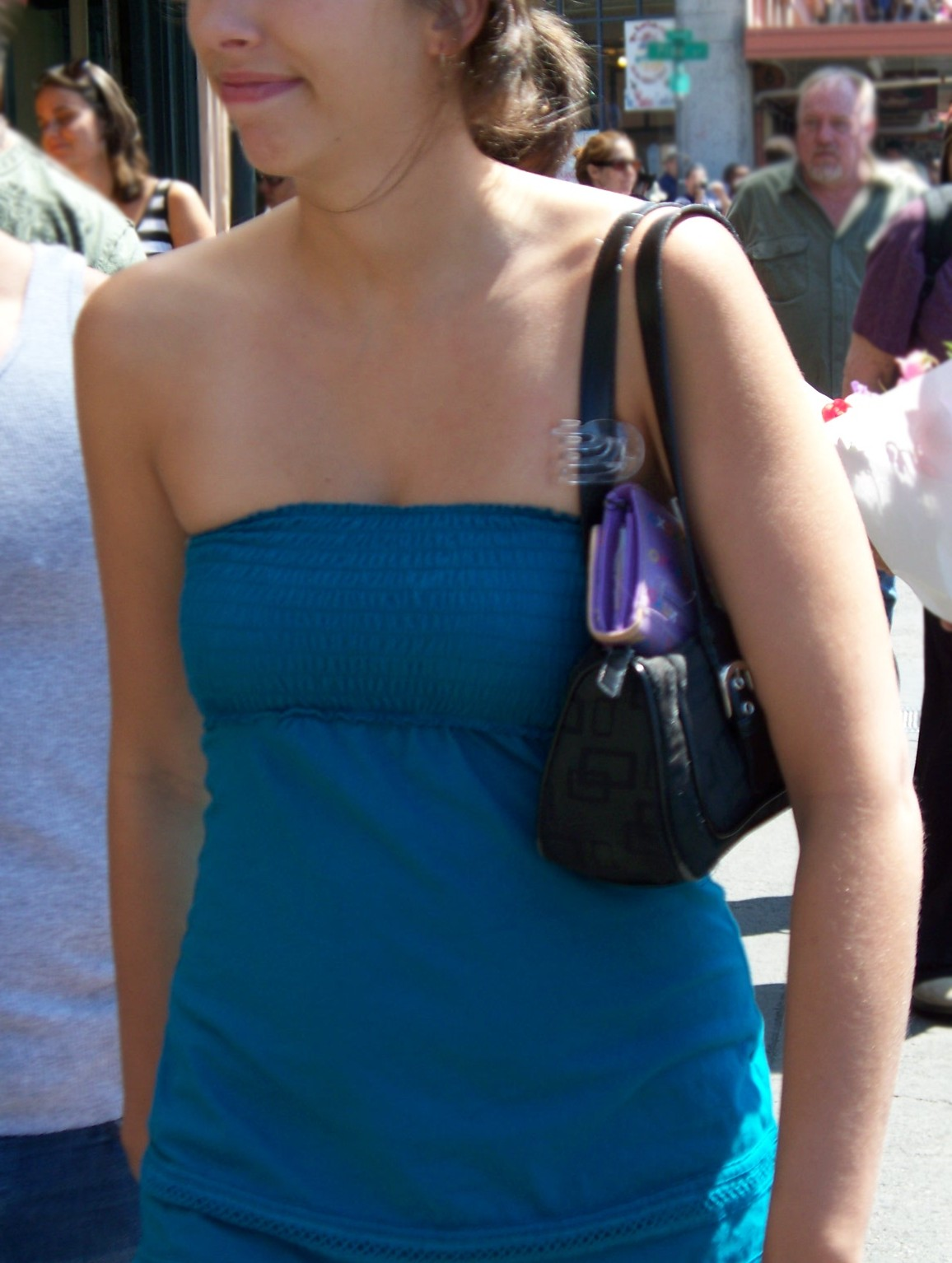
یک تاپ لوله‌ای بلند
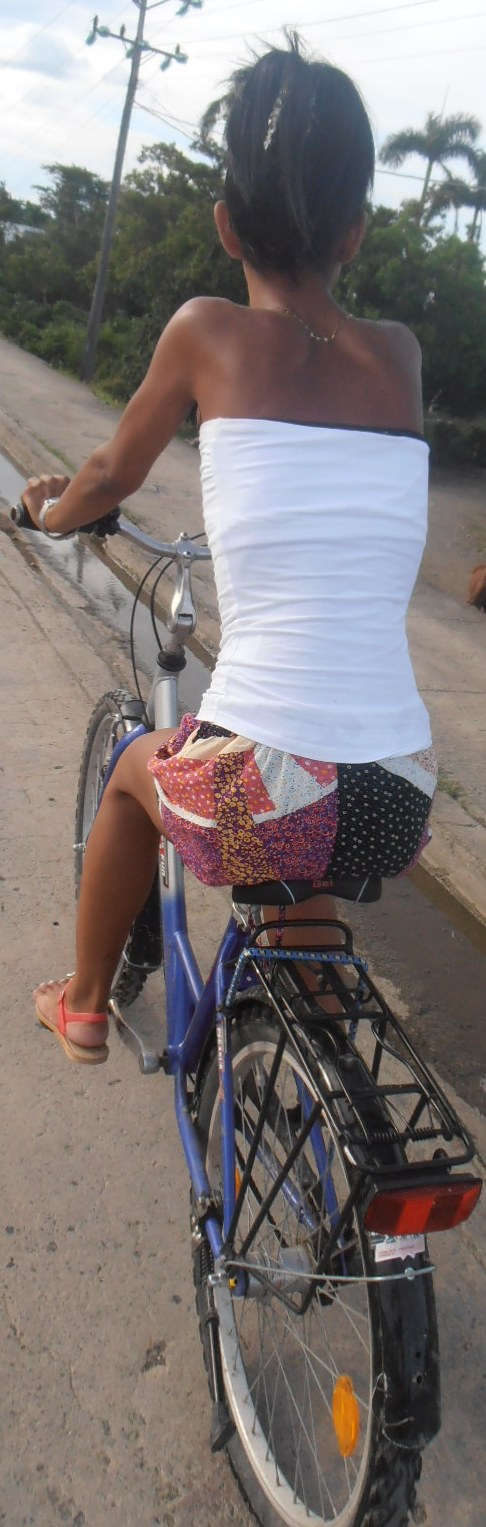
تاپ لوله‌ای که عمومی شده
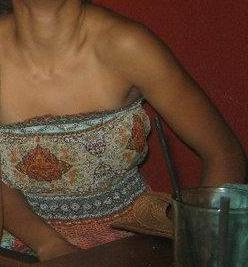
یک تاپ باندو با طرح سنتی
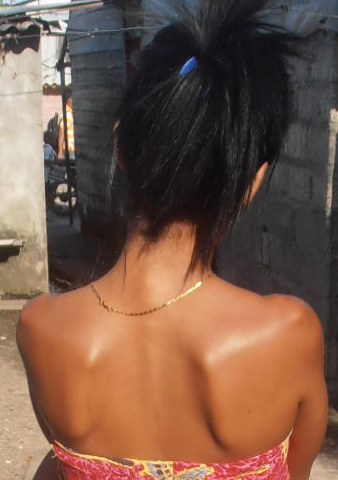
یک تاپ باندو از پشت
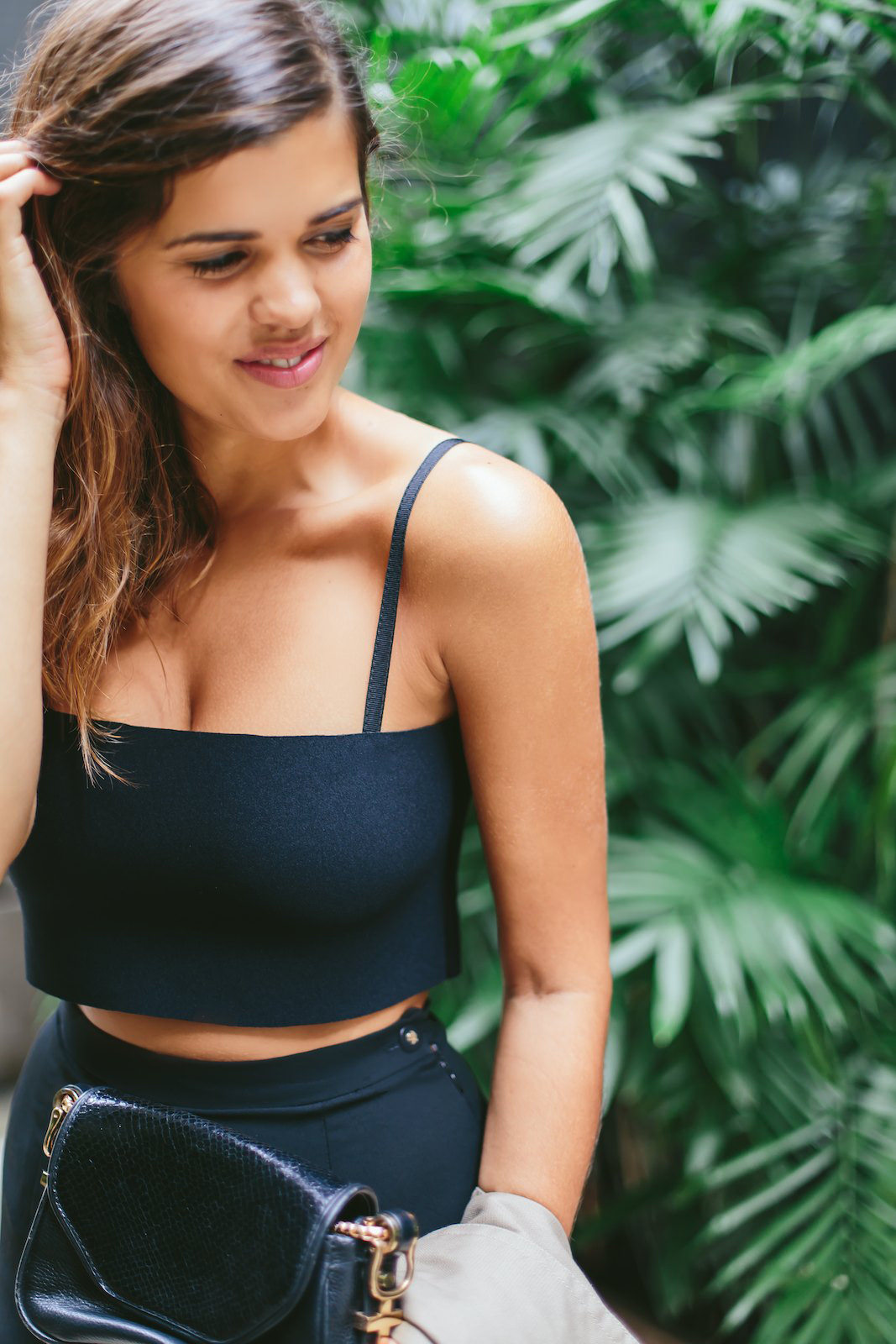
تاپ لوله‌ای با بند روی شانه